# 長谷站 (廣島縣)
長谷站（日语：／ Nagatani eki */?）曾是位於廣島縣三次市粟屋町，屬於西日本旅客鐵道（JR西日本）三江線的鐵路車站。此站是三江線上唯一部份班次列車通過不停靠的車站。

## 車站構造
此站在廢站前為側式月台1面1線的地上車站，且没有設置自動售票機。

## 車站周邊
- 江之川
- 國道375號

## 歷史
- 1969年（昭和44年）4月25日 -三江南線（當時）的三次站 - 式敷站開始營業，當時為臨時停車站。
- 1975年（昭和50年）8月31日 - 江津站 - 三次站的路段全通，三江南線與三江北線合併成為三江線。
- 1987年（昭和62年）4月1日 - 因國鐵分割民營化，本站成為西日本旅客鐵道的車站。
- 2018年（平成30年）4月1日 - 因三江線全線停駛廢線，本站停止營運而隨之廢站。

## 相鄰車站
西日本旅客鐵道
 三江線（一部分列車不停靠）
船佐－長谷－粟屋

## 相關項目
- 日本鐵路車站列表
- 秘境站

## 外部連結
- JR西日本（長谷站） （页面存档备份，存于）